# Équipe de Tchéquie de football au Championnat d'Europe 2020
Cet article relate le parcours de l’équipe de Tchéquie de football lors du Championnat d'Europe de football 2020 organisé dans 11 grandes villes d'Europe du 11 juin au 11 juillet 2021.

## Qualifications
| Rang | Équipe       | Pts | J | G | N | P | Bp | Bc | Diff |  | Résultats (▼ dom., ► ext.) |     |     |     |     |     |
| ---- | ------------ | --- | - | - | - | - | -- | -- | ---- |  | -------------------------- | --- | --- | --- | --- | --- |
| 1    | Angleterre   | 21  | 8 | 7 | 0 | 1 | 37 | 6  | +31  |  | Angleterre                 |     | 5-0 | 5-3 | 4-0 | 7-0 |
| 2    | Tchéquie     | 15  | 8 | 5 | 0 | 3 | 13 | 11 | +2   |  | Tchéquie                   | 2-1 |     | 2-1 | 2-1 | 3-0 |
| 3    | Kosovo (B)   | 11  | 8 | 3 | 2 | 3 | 13 | 16 | -3   |  | Kosovo (B)                 | 0-4 | 2-1 |     | 1-1 | 2-0 |
| 4    | Bulgarie (B) | 6   | 8 | 1 | 3 | 4 | 6  | 17 | -11  |  | Bulgarie (B)               | 0-6 | 1-0 | 2-3 |     | 1-1 |
| 5    | Monténégro   | 3   | 8 | 0 | 3 | 5 | 3  | 22 | -19  |  | Monténégro                 | 1-5 | 0-3 | 1-1 | 0-0 |     |

- Sélection directement qualifiée pour l'Euro 2020

## Phase finale

### Effectif
NB : Les âges et les sélections sont calculés au début de l'Euro 2020, le 11 juin 2021.

### Premier tour
| v · m | Équipe     | Pts | J | G | N | P | Bp | Bc | Diff |
| ----- | ---------- | --- | - | - | - | - | -- | -- | ---- |
| 1     | Angleterre | 7   | 3 | 2 | 1 | 0 | 2  | 0  | +2   |
| 2     | Croatie    | 4   | 3 | 1 | 1 | 1 | 4  | 3  | +1   |
| 3     | Tchéquie   | 4   | 3 | 1 | 1 | 1 | 3  | 2  | +1   |
| 4     | Écosse     | 1   | 3 | 0 | 1 | 2 | 1  | 5  | -4   |

#### Écosse - Tchéquie
| Match 8                    | Écosse  | 0 - 2   | Tchéquie                          | Hampden Park, Glasgow                                                      |                                                                            |
| 14 juin 2021 15h00 (14h00) |         | (0 - 1) | 42e Schick (Coufal ) · 52e Schick | Spectateurs : 9 847 Arbitrage : Daniel Siebert Arbitre vidéo : Marco Fritz | Spectateurs : 9 847 Arbitrage : Daniel Siebert Arbitre vidéo : Marco Fritz |
| 14 juin 2021 15h00 (14h00) | Rapport |         |                                   | Spectateurs : 9 847 Arbitrage : Daniel Siebert Arbitre vidéo : Marco Fritz | Spectateurs : 9 847 Arbitrage : Daniel Siebert Arbitre vidéo : Marco Fritz |

| Écosse | Tchéquie |

| ÉCOSSE :        |    |                   |     |
|                 |    |                   |     |
| Gardien de but  | 1  | David Marshall    |     |
|                 | 24 | Jack Hendry       | 67e |
|                 | 16 | Liam Cooper       |     |
|                 | 5  | Grant Hanley      |     |
|                 | 3  | Andrew Robertson  |     |
|                 | 4  | Scott McTominay   |     |
|                 | 7  | John McGinn       |     |
|                 | 17 | Stuart Armstrong  | 67e |
|                 | 2  | Stephen O'Donnell | 79e |
|                 | 11 | Ryan Christie     | 46e |
|                 | 9  | Lyndon Dykes      | 79e |
| Remplaçants :   |    |                   |     |
|                 | 10 | Che Adams         | 46e |
|                 | 8  | Callum McGregor   | 67e |
|                 | 20 | Ryan Fraser       | 67e |
|                 | 25 | James Forrest     | 79e |
|                 | 19 | Kevin Nisbet      | 79e |
| Sélectionneur : |    |                   |     |
| Steve Clarke    |    |                   |     |

| TCHÉQUIE :       |    |                  |     |
|                  |    |                  |     |
| Gardien de but   | 1  | Tomáš Vaclík     |     |
|                  | 18 | Jan Bořil        |     |
|                  | 6  | Tomáš Kalas      |     |
|                  | 3  | Ondřej Čelůstka  |     |
|                  | 5  | Vladimír Coufal  |     |
|                  | 21 | Alex Král        | 67e |
|                  | 15 | Tomáš Souček     |     |
|                  | 14 | Jakub Jankto     | 72e |
|                  | 8  | Vladimír Darida  | 87e |
|                  | 12 | Lukáš Masopust   | 72e |
|                  | 10 | Patrik Schick    | 87e |
| Remplaçants :    |    |                  |     |
|                  | 9  | Tomáš Holeš      | 67e |
|                  | 19 | Adam Hložek      | 72e |
|                  | 20 | Matěj Vydra      | 72e |
|                  | 13 | Petr Ševčík      | 87e |
|                  | 11 | Michael Krmenčík | 87e |
| Sélectionneur :  |    |                  |     |
| Jaroslav Šilhavý |    |                  |     |

| Assistants : Jan Seidel Rafael Foltyn Quatrième arbitre : Georgi Kabakov Homme du match : Patrik Schick |

#### Croatie - Tchéquie
| Match 20                   | Croatie                 | 1 - 1   | Tchéquie          | Hampden Park, Glasgow                                                                         |                                                                                               |
| 18 juin 2021 18h00 (17h00) | ( Kramarić) Perišić 47e | (0 - 1) | 37e (pen.) Schick | Spectateurs : 5 607 Arbitrage : Carlos del Cerro Grande Arbitre vidéo : Juan Martínez Munuera | Spectateurs : 5 607 Arbitrage : Carlos del Cerro Grande Arbitre vidéo : Juan Martínez Munuera |
| 18 juin 2021 18h00 (17h00) | Rapport                 |         |                   | Spectateurs : 5 607 Arbitrage : Carlos del Cerro Grande Arbitre vidéo : Juan Martínez Munuera | Spectateurs : 5 607 Arbitrage : Carlos del Cerro Grande Arbitre vidéo : Juan Martínez Munuera |

| Croatie | Tchéquie |

| CROATIE :       |    |                   |     |     |
|                 |    |                   |     |     |
| Gardien de but  | 1  | Dominik Livaković |     |     |
|                 | 25 | Joško Gvardiol    |     |     |
|                 | 21 | Domagoj Vida      |     |     |
|                 | 6  | Dejan Lovren      | 35e |     |
|                 | 2  | Šime Vrsaljko     |     |     |
|                 | 8  | Mateo Kovačić     |     | 87e |
|                 | 10 | Luka Modrić       |     |     |
|                 | 7  | Josip Brekalo     |     | 46e |
|                 | 9  | Andrej Kramarić   |     | 62e |
|                 | 4  | Ivan Perišić      |     |     |
|                 | 17 | Ante Rebić        |     | 46e |
| Remplaçants :   |    |                   |     |     |
|                 | 20 | Bruno Petković    |     | 46e |
|                 | 26 | Luka Ivanušec     |     | 46e |
|                 | 13 | Nikola Vlašić     |     | 62e |
|                 | 11 | Marcelo Brozović  |     | 87e |
| Sélectionneur : |    |                   |     |     |
| Zlatko Dalić    |    |                   |     |     |

| TCHÉQUIE :       |    |                  |       |     |
|                  |    |                  |       |     |
| Gardien de but   | 1  | Tomáš Vaclík     |       |     |
|                  | 18 | Jan Bořil        | 82e   |     |
|                  | 3  | Ondřej Čelůstka  |       |     |
|                  | 6  | Tomáš Kalas      |       |     |
|                  | 5  | Vladimír Coufal  |       |     |
|                  | 15 | Tomáš Souček     |       |     |
|                  | 8  | Tomáš Holeš      |       | 63e |
|                  | 14 | Jakub Jankto     |       | 74e |
|                  | 8  | Vladimír Darida  |       | 87e |
|                  | 12 | Lukáš Masopust   | 50e   | 63e |
|                  | 10 | Patrik Schick    |       | 74e |
| Remplaçants :    |    |                  |       |     |
|                  | 19 | Adam Hložek      | 90+3e | 63e |
|                  | 21 | Alex Král        |       | 63e |
|                  | 13 | Petr Ševčík      |       | 74e |
|                  | 11 | Michael Krmenčík |       | 74e |
|                  | 7  | Antonín Barák    |       | 87e |
| Sélectionneur :  |    |                  |       |     |
| Jaroslav Šilhavý |    |                  |       |     |

| Assistants : Juan Carlos Yuste Jiménez Roberto Alonso Fernández Quatrième arbitre : Sandro Schärer Homme du match : Luka Modrić |

#### Tchéquie - Angleterre
| Match 31                   | Tchéquie | 0 - 1   | Angleterre               | Stade de Wembley, Londres                                                        |                                                                                  |
| 22 juin 2021 21h00 (20h00) |          | (0 - 1) | 12e Sterling (Grealish ) | Spectateurs : 19 104 Arbitrage : Artur Soares Dias Arbitre vidéo : João Pinheiro | Spectateurs : 19 104 Arbitrage : Artur Soares Dias Arbitre vidéo : João Pinheiro |
| 22 juin 2021 21h00 (20h00) | Rapport  |         |                          | Spectateurs : 19 104 Arbitrage : Artur Soares Dias Arbitre vidéo : João Pinheiro | Spectateurs : 19 104 Arbitrage : Artur Soares Dias Arbitre vidéo : João Pinheiro |

| Tchéquie | Angleterre |

| TCHÉQUIE :       |    |                 |     |     |
|                  |    |                 |     |     |
| Gardien de but   | 1  | Tomáš Vaclík    |     |     |
|                  | 18 | Jan Bořil       | 61e |     |
|                  | 6  | Tomáš Kalas     |     |     |
|                  | 3  | Ondřej Čelůstka |     |     |
|                  | 5  | Vladimír Coufal |     |     |
|                  | 15 | Tomáš Souček    |     |     |
|                  | 9  | Tomáš Holeš     |     | 84e |
|                  | 14 | Jakub Jankto    |     | 46e |
|                  | 8  | Vladimír Darida |     | 64e |
|                  | 12 | Lukáš Masopust  |     | 64e |
|                  | 10 | Patrik Schick   |     | 75e |
| Remplaçants :    |    |                 |     |     |
|                  | 13 | Petr Ševčík     |     | 46e |
|                  | 21 | Alex Král       |     | 64e |
|                  | 19 | Adam Hložek     |     | 64e |
|                  | 24 | Tomáš Pekhart   |     | 75e |
|                  | 20 | Matěj Vydra     |     | 84e |
| Sélectionneur :  |    |                 |     |     |
| Jaroslav Šilhavý |    |                 |     |     |

| ANGLETERRE :     |    |                  |     |
|                  |    |                  |     |
| Gardien de but   | 1  | Jordan Pickford  |     |
|                  | 3  | Luke Shaw        |     |
|                  | 6  | Harry Maguire    |     |
|                  | 5  | John Stones      | 79e |
|                  | 2  | Kyle Walker      |     |
|                  | 4  | Declan Rice      | 46e |
|                  | 14 | Kalvin Phillips  |     |
|                  | 10 | Raheem Sterling  | 67e |
|                  | 7  | Jack Grealish    | 68e |
|                  | 25 | Bukayo Saka      | 84e |
|                  | 9  | Harry Kane       |     |
| Remplaçants :    |    |                  |     |
|                  | 8  | Jordan Henderson | 46e |
|                  | 11 | Marcus Rashford  | 67e |
|                  | 26 | Jude Bellingham  | 68e |
|                  | 15 | Tyrone Mings     | 79e |
|                  | 17 | Jadon Sancho     | 84e |
| Sélectionneur :  |    |                  |     |
| Gareth Southgate |    |                  |     |

| Assistants : Rui Tavares Paulo Soares Quatrième arbitre : Srđan Jovanović Homme du match : Bukayo Saka |

### Huitième de finale

#### Pays-Bas - Tchéquie
| Match 40                | Pays-Bas | 0 - 2   | Tchéquie                                 | Stade Ferenc-Puskás, Budapest                                                  |                                                                                |
| 27 juin 2021 18h00 CEST |          | (0 - 0) | 68e Holeš (Kalas ) · 80e Schick (Holeš ) | Spectateurs : 52 834 Arbitrage : Sergei Karasev Arbitre vidéo : Stuart Attwell | Spectateurs : 52 834 Arbitrage : Sergei Karasev Arbitre vidéo : Stuart Attwell |
| 27 juin 2021 18h00 CEST | Rapport  |         |                                          | Spectateurs : 52 834 Arbitrage : Sergei Karasev Arbitre vidéo : Stuart Attwell | Spectateurs : 52 834 Arbitrage : Sergei Karasev Arbitre vidéo : Stuart Attwell |

| Pays-Bas | Tchéquie |

| PAYS-BAS :      |    |                      |     |     |
|                 |    |                      |     |     |
| Gardien de but  | 1  | Maarten Stekelenburg |     |     |
|                 | 12 | Patrick van Aanholt  |     | 81e |
|                 | 17 | Daley Blind          |     | 81e |
|                 | 3  | Matthijs de Ligt     | 55e |     |
|                 | 6  | Stefan de Vrij       |     |     |
|                 | 22 | Denzel Dumfries      | 46e |     |
|                 | 21 | Frenkie de Jong      | 84e |     |
|                 | 8  | Georginio Wijnaldum  |     |     |
|                 | 15 | Marten de Roon       |     | 73e |
|                 | 18 | Donyell Malen        |     | 57e |
|                 | 10 | Memphis Depay        |     |     |
| Remplaçants :   |    |                      |     |     |
|                 | 11 | Quincy Promes        |     | 57e |
|                 | 19 | Wout Weghorst        |     | 73e |
|                 | 7  | Steven Berghuis      |     | 81e |
|                 | 25 | Jurriën Timber       |     | 81e |
| Sélectionneur : |    |                      |     |     |
| Frank de Boer   |    |                      |     |     |

| TCHÉQUIE :       |    |                  |     |       |
|                  |    |                  |     |       |
| Gardien de but   | 1  | Tomáš Vaclík     |     |       |
|                  | 2  | Pavel Kadeřábek  |     |       |
|                  | 6  | Tomáš Kalas      |     |       |
|                  | 3  | Ondřej Čelůstka  |     |       |
|                  | 5  | Vladimír Coufal  | 56e |       |
|                  | 15 | Tomáš Souček     |     |       |
|                  | 9  | Tomáš Holeš      |     | 85e   |
|                  | 13 | Petr Ševčík      |     | 85e   |
|                  | 7  | Antonín Barák    |     | 90+2e |
|                  | 12 | Lukáš Masopust   |     | 79e   |
|                  | 10 | Patrik Schick    |     | 90+2e |
| Remplaçants :    |    |                  |     |       |
|                  | 14 | Jakub Jankto     |     | 79e   |
|                  | 19 | Adam Hložek      |     | 85e   |
|                  | 21 | Alex Král        |     | 85e   |
|                  | 11 | Michael Krmenčík |     | 90+2e |
|                  | 26 | Michal Sadílek   |     | 90+2e |
| Sélectionneur :  |    |                  |     |       |
| Jaroslav Šilhavý |    |                  |     |       |

| Assistants : Igor Demeshko Maksim Gavrilin Quatrième arbitre : Stéphanie Frappart Homme du match : Tomáš Holeš |

### Quart de finale

#### Tchéquie - Danemark
| Match 47                  | Tchéquie             | 1 - 2   | Danemark                                            | Stade olympique, Bakou                                                             |                                                                                    |
| 3 juillet 2021 18h00 CEST | ( Coufal) Schick 49e | (0 - 2) | 5e Delaney (Stryger Larsen ) · 42e Dolberg (Mæhle ) | Spectateurs : 16 306 Arbitrage : Björn Kuipers Arbitre vidéo : Pol van Boekel (en) | Spectateurs : 16 306 Arbitrage : Björn Kuipers Arbitre vidéo : Pol van Boekel (en) |
| 3 juillet 2021 18h00 CEST | Rapport              |         |                                                     | Spectateurs : 16 306 Arbitrage : Björn Kuipers Arbitre vidéo : Pol van Boekel (en) | Spectateurs : 16 306 Arbitrage : Björn Kuipers Arbitre vidéo : Pol van Boekel (en) |

| Tchéquie | Danemark |

| TCHÉQUIE :       |    |                  |     |     |
|                  |    |                  |     |     |
| Gardien de but   | 1  | Tomáš Vaclík     |     |     |
|                  | 18 | Jan Bořil        |     |     |
|                  | 6  | Tomáš Kalas      | 86e |     |
|                  | 3  | Ondřej Čelůstka  |     | 65e |
|                  | 5  | Vladimír Coufal  |     |     |
|                  | 15 | Tomáš Souček     |     |     |
|                  | 9  | Tomáš Holeš      |     | 46e |
|                  | 13 | Petr Ševčík      |     | 79e |
|                  | 7  | Antonín Barák    |     |     |
|                  | 12 | Lukáš Masopust   |     | 46e |
|                  | 10 | Patrik Schick    |     | 79e |
| Remplaçants :    |    |                  |     |     |
|                  | 11 | Michael Krmenčík | 84e | 46e |
|                  | 14 | Jakub Jankto     |     | 46e |
|                  | 4  | Jakub Brabec     |     | 65e |
|                  | 20 | Matěj Vydra      |     | 79e |
|                  | 8  | Vladimír Darida  |     | 79e |
| Sélectionneur :  |    |                  |     |     |
| Jaroslav Šilhavý |    |                  |     |     |

| DANEMARK :      |    |                       |     |
|                 |    |                       |     |
| Gardien de but  | 1  | Kasper Schmeichel     |     |
|                 | 3  | Jannik Vestergaard    |     |
|                 | 4  | Simon Kjær            |     |
|                 | 6  | Andreas Christensen   | 81e |
|                 | 5  | Joakim Mæhle          |     |
|                 | 8  | Thomas Delaney        | 81e |
|                 | 23 | Pierre-Emile Højbjerg |     |
|                 | 17 | Jens Stryger Larsen   | 70e |
|                 | 14 | Mikkel Damsgaard      | 59e |
|                 | 12 | Kasper Dolberg        | 59e |
|                 | 9  | Martin Braithwaite    |     |
| Remplaçants :   |    |                       |     |
|                 | 20 | Yussuf Poulsen        | 59e |
|                 | 15 | Christian Nørgaard    | 59e |
|                 | 18 | Daniel Wass           | 70e |
|                 | 2  | Joachim Andersen      | 81e |
|                 | 24 | Mathias Jensen        | 81e |
| Sélectionneur : |    |                       |     |
| Kasper Hjulmand |    |                       |     |

| Assistants : Sander van Roekel Erwin Zeinstra Quatrième arbitre : Sergei Karasev Homme du match : Thomas Delaney |

## Statistiques

### Temps de jeu
| Joueur           |          |          |          |          |          | TT       | But inscrit | Passe décisive | MJ       | MT       | Légende |
| ---------------- | -------- | -------- | -------- | -------- | -------- | -------- | ----------- | -------------- | -------- | -------- | --- |
| Gardiens         | Gardiens | Gardiens | Gardiens | Gardiens | Gardiens | Gardiens | Gardiens    | Gardiens       | Gardiens | Gardiens | Abréviations et symboles : TT : Total de minutes jouées MJ : Nombre de matchs joués MT : Matchs joués en tant que titulaire : but : passe décisive : joueur entré : joueur remplacé : capitaine : carton jaune : carton rouge |
| Tomáš Vaclík     | 90       | 90       | 90       | 90       | 90       | 450      |             |                | 5        | 5        | Abréviations et symboles : TT : Total de minutes jouées MJ : Nombre de matchs joués MT : Matchs joués en tant que titulaire : but : passe décisive : joueur entré : joueur remplacé : capitaine : carton jaune : carton rouge |
| Aleš Mandous     |          |          |          |          |          | 0        |             |                |          |          | Abréviations et symboles : TT : Total de minutes jouées MJ : Nombre de matchs joués MT : Matchs joués en tant que titulaire : but : passe décisive : joueur entré : joueur remplacé : capitaine : carton jaune : carton rouge |
| Jiří Pavlenka    |          |          |          |          |          | 0        |             |                |          |          | Abréviations et symboles : TT : Total de minutes jouées MJ : Nombre de matchs joués MT : Matchs joués en tant que titulaire : but : passe décisive : joueur entré : joueur remplacé : capitaine : carton jaune : carton rouge |
| Défenseurs       |          |          |          |          |          |          |             |                |          |          | Abréviations et symboles : TT : Total de minutes jouées MJ : Nombre de matchs joués MT : Matchs joués en tant que titulaire : but : passe décisive : joueur entré : joueur remplacé : capitaine : carton jaune : carton rouge |
| Pavel Kadeřábek  |          |          |          | 90       |          | 90       |             |                | 1        | 1        | Abréviations et symboles : TT : Total de minutes jouées MJ : Nombre de matchs joués MT : Matchs joués en tant que titulaire : but : passe décisive : joueur entré : joueur remplacé : capitaine : carton jaune : carton rouge |
| Ondřej Čelůstka  | 90       | 90       | 90       | 90       | 65       | 425      |             |                | 5        | 5        | Abréviations et symboles : TT : Total de minutes jouées MJ : Nombre de matchs joués MT : Matchs joués en tant que titulaire : but : passe décisive : joueur entré : joueur remplacé : capitaine : carton jaune : carton rouge |
| Jakub Brabec     |          |          |          |          | 25       | 25       |             |                | 1        |          | Abréviations et symboles : TT : Total de minutes jouées MJ : Nombre de matchs joués MT : Matchs joués en tant que titulaire : but : passe décisive : joueur entré : joueur remplacé : capitaine : carton jaune : carton rouge |
| Vladimír Coufal  | 90       | 90       | 90       | 90       | 90       | 450      |             | 2              | 5        | 5        | Abréviations et symboles : TT : Total de minutes jouées MJ : Nombre de matchs joués MT : Matchs joués en tant que titulaire : but : passe décisive : joueur entré : joueur remplacé : capitaine : carton jaune : carton rouge |
| Tomáš Kalas      | 90       | 90       | 90       | 90       | 90       | 450      |             | 1              | 5        | 5        | Abréviations et symboles : TT : Total de minutes jouées MJ : Nombre de matchs joués MT : Matchs joués en tant que titulaire : but : passe décisive : joueur entré : joueur remplacé : capitaine : carton jaune : carton rouge |
| Tomáš Holeš      | 23       | 63       | 84       | 85       | 46       | 301      | 1           | 1              | 5        | 4        | Abréviations et symboles : TT : Total de minutes jouées MJ : Nombre de matchs joués MT : Matchs joués en tant que titulaire : but : passe décisive : joueur entré : joueur remplacé : capitaine : carton jaune : carton rouge |
| David Zima       |          |          |          |          |          | 0        |             |                |          |          | Abréviations et symboles : TT : Total de minutes jouées MJ : Nombre de matchs joués MT : Matchs joués en tant que titulaire : but : passe décisive : joueur entré : joueur remplacé : capitaine : carton jaune : carton rouge |
| Jan Bořil        | 90       | 90       | 90       |          |          | 270      |             |                | 3        | 3        | Abréviations et symboles : TT : Total de minutes jouées MJ : Nombre de matchs joués MT : Matchs joués en tant que titulaire : but : passe décisive : joueur entré : joueur remplacé : capitaine : carton jaune : carton rouge |
| Aleš Matějů      |          |          |          |          |          | 0        |             |                |          |          | Abréviations et symboles : TT : Total de minutes jouées MJ : Nombre de matchs joués MT : Matchs joués en tant que titulaire : but : passe décisive : joueur entré : joueur remplacé : capitaine : carton jaune : carton rouge |
| Milieux          |          |          |          |          |          |          |             |                |          |          | Abréviations et symboles : TT : Total de minutes jouées MJ : Nombre de matchs joués MT : Matchs joués en tant que titulaire : but : passe décisive : joueur entré : joueur remplacé : capitaine : carton jaune : carton rouge |
| Antonín Barák    |          | 3        |          | 90+2     | 90       | 185      |             |                | 3        | 2        | Abréviations et symboles : TT : Total de minutes jouées MJ : Nombre de matchs joués MT : Matchs joués en tant que titulaire : but : passe décisive : joueur entré : joueur remplacé : capitaine : carton jaune : carton rouge |
| Vladimír Darida  | 87       | 87       | 64       |          | 11       | 249      |             |                | 4        | 3        | Abréviations et symboles : TT : Total de minutes jouées MJ : Nombre de matchs joués MT : Matchs joués en tant que titulaire : but : passe décisive : joueur entré : joueur remplacé : capitaine : carton jaune : carton rouge |
| Lukáš Masopust   | 72       | 63       | 64       | 79       | 46       | 324      |             |                | 5        | 5        | Abréviations et symboles : TT : Total de minutes jouées MJ : Nombre de matchs joués MT : Matchs joués en tant que titulaire : but : passe décisive : joueur entré : joueur remplacé : capitaine : carton jaune : carton rouge |
| Petr Ševčík      | 3        | 16       | 44       | 85       | 79       | 227      |             |                | 5        | 2        | Abréviations et symboles : TT : Total de minutes jouées MJ : Nombre de matchs joués MT : Matchs joués en tant que titulaire : but : passe décisive : joueur entré : joueur remplacé : capitaine : carton jaune : carton rouge |
| Jakub Jankto     | 72       | 74       | 46       | 11       | 44       | 247      |             |                | 5        | 3        | Abréviations et symboles : TT : Total de minutes jouées MJ : Nombre de matchs joués MT : Matchs joués en tant que titulaire : but : passe décisive : joueur entré : joueur remplacé : capitaine : carton jaune : carton rouge |
| Tomáš Souček     | 90       | 90       | 90       | 90       | 90       | 450      |             |                | 5        | 5        | Abréviations et symboles : TT : Total de minutes jouées MJ : Nombre de matchs joués MT : Matchs joués en tant que titulaire : but : passe décisive : joueur entré : joueur remplacé : capitaine : carton jaune : carton rouge |
| Alex Král        | 67       | 27       | 26       | 5        |          | 125      |             |                | 4        | 1        | Abréviations et symboles : TT : Total de minutes jouées MJ : Nombre de matchs joués MT : Matchs joués en tant que titulaire : but : passe décisive : joueur entré : joueur remplacé : capitaine : carton jaune : carton rouge |
| Jakub Pešek      |          |          |          |          |          | 0        |             |                |          |          | Abréviations et symboles : TT : Total de minutes jouées MJ : Nombre de matchs joués MT : Matchs joués en tant que titulaire : but : passe décisive : joueur entré : joueur remplacé : capitaine : carton jaune : carton rouge |
| Michal Sadílek   |          |          |          | 1        |          | 1        |             |                | 1        |          | Abréviations et symboles : TT : Total de minutes jouées MJ : Nombre de matchs joués MT : Matchs joués en tant que titulaire : but : passe décisive : joueur entré : joueur remplacé : capitaine : carton jaune : carton rouge |
| Attaquants       |          |          |          |          |          |          |             |                |          |          | Abréviations et symboles : TT : Total de minutes jouées MJ : Nombre de matchs joués MT : Matchs joués en tant que titulaire : but : passe décisive : joueur entré : joueur remplacé : capitaine : carton jaune : carton rouge |
| Patrik Schick    | 87       | 74       | 75       | 90+2     | 79       | 407      | 5           |                | 5        | 5        | Abréviations et symboles : TT : Total de minutes jouées MJ : Nombre de matchs joués MT : Matchs joués en tant que titulaire : but : passe décisive : joueur entré : joueur remplacé : capitaine : carton jaune : carton rouge |
| Michael Krmenčík | 3        | 16       |          | 1        | 44       | 64       |             |                | 4        |          | Abréviations et symboles : TT : Total de minutes jouées MJ : Nombre de matchs joués MT : Matchs joués en tant que titulaire : but : passe décisive : joueur entré : joueur remplacé : capitaine : carton jaune : carton rouge |
| Adam Hložek      | 18       | 27       | 26       | 5        |          | 76       |             |                | 4        |          | Abréviations et symboles : TT : Total de minutes jouées MJ : Nombre de matchs joués MT : Matchs joués en tant que titulaire : but : passe décisive : joueur entré : joueur remplacé : capitaine : carton jaune : carton rouge |
| Matěj Vydra      | 18       |          | 6        |          | 11       | 35       |             |                | 3        |          | Abréviations et symboles : TT : Total de minutes jouées MJ : Nombre de matchs joués MT : Matchs joués en tant que titulaire : but : passe décisive : joueur entré : joueur remplacé : capitaine : carton jaune : carton rouge |
| Tomáš Pekhart    |          |          | 15       |          |          | 15       |             |                | 1        |          | Abréviations et symboles : TT : Total de minutes jouées MJ : Nombre de matchs joués MT : Matchs joués en tant que titulaire : but : passe décisive : joueur entré : joueur remplacé : capitaine : carton jaune : carton rouge |

| Buts | Joueurs       | Adversaires                              |
| ---- | ------------- | ---------------------------------------- |
| 5    | Patrik Schick | Écosse (×2), Croatie, Pays-Bas, Danemark |
| 1    | Tomáš Holeš   | Pays-Bas                                 |

| Passes | Joueurs         | Adversaires      |
| ------ | --------------- | ---------------- |
| 2      | Vladimír Coufal | Écosse, Danemark |
| 1      | Tomáš Holeš     | Pays-Bas         |
| 1      | Tomáš Kalas     | Pays-Bas         |